# Jesús Ignacio García
Jesús Ignacio García Valencia (Popayán, Cauca, 3 de junio de 1951) es un abogado y político colombiano. 
Es miembro del Partido Liberal y ha sido elegido por elección popular para integrar el Senado y la Cámara de Representantes de Colombia.

## Carrera profesional
García Valencia estudió Derecho en la Universidad del Cauca y es especialista en Ciencias Penales en esta misma universidad, en Derecho Constitucional y en Derecho Penal en la Universidad Externado de Colombia y en Derecho Parlamentario por la Universidad Autónoma de Madrid. En 1980 es elegido concejal de Puracé por el Partido Liberal y ocupa el escaño por seis años. Entre 1980 y 1983 ocupa la gerencia de la Licorera del Cauca, y pasa a ejercer hasta 1985 la gerencia de la Lotería del Cauca. En 1986 es apoyado por el senador Aurelio Iragorri para convertirse en Representante a la Cámara.[cita requerida].

### Trayectoria
La trayectoria profesional de Jesús García se identifican por:
| Cargo                                                                   | Entidad                             | Fecha Inicio          | Fecha Fin               |
| Profesor de Derecho                                                     | Universidad del Cauca               | 25 de enero de 1973   | 5 de marzo de 2008      |
| Juez Penal Municipal de Popay                                           | Juzgado 1, Penal Municipal          | 25 de febrero de 1973 | 25 de febrero de 1974   |
| Juez Penal del Circuito                                                 | Juzgado 1, Penal del Circuito       | 25 de febrero de 1974 | 25 de febrero de 1975   |
| Director Consultorio Jurídico                                           | Universidad del Cauca               | 25 de febrero de 1977 | 25 de noviembre de 1977 |
| Gerente                                                                 | Industria Licorera del Cauca        | 2 de febrero de 1980  | 2 de febrero de 1982    |
| Gerente                                                                 | Lotería del Cauca                   | 2 de julio de 1982    | 2 de julio de 1985      |
| Conjuez Sala Penal Honorable Tribunal Superior De Popay                 | Tribunal Superior de Popayán        | 2 de julio de 1985    | 2 de junio de 1986      |
| Representante a la Cámara                                               | Cámara de Representantes            | 20 de julio de 1986   | 20 de julio de 2006     |
| Miembro Comisión Revisora del Proyecto de Código de Procedimiento Penal | Congreso de la República            | 1 de enero de 1987    | 1 de enero de 1987      |
| Gobernador                                                              | Gobernación del Cauca               | 1 de enero de 1990    | 1 de enero de 1991      |
| Asesor                                                                  | Consejería Presidencial para la Paz | 1 de enero de 1992    | 1 de enero de 1993      |
| Senador de la República                                                 | Senado de la República              | 1 de enero de 1994    | 1 de enero de 1994      |
| Miembro Comisión Constitucional Redactora Para La Reforma Penal         | Entidades Varias                    | 1 de enero de 2003    | 1 de enero de 2003      |
| Senador De La República                                                 | Senado de la República              | 20 de julio de 2006   | 20 de julio de 2010     |

## Gobernador del Cauca
En 1990 es designado Gobernador del Cauca, y un año después se retira, para convertirse en suplente de su jefe político, el senador Aurelio Iragorri.
Como gobernador del Cauca, García Valencia, tuvo los siguientes secretarios y funcionarios:[cita requerida]
- Víctor Rosero Bustamante, secretario de Obras Públicas
- Gerardo Rúbilo Muñoz, asesor jurídico
- Rodrigo Arturo Penagos Zuluaga, gerente de la Lotería del Cauca
- Emma Elia Illera Balcázar, secretaría privada.
- Luis Fernando Velasco Chávez, secretario de Gobierno
- Nubi Fernández, secretaría de Educación
- Alejandro Ordóñez, gerente de la Caja de Previsión.
- Jairo Erazo, secretario administrativo
- Luis Hernando Castro, jefe de Planeación
- Armando Uzuriaga, secretario de Tránsito y Transporte
- Víctor Daniel García, jefe Instituto Financiero para el Desarrollo del Cauca.
- Diego Ancízar Bravo Cabezas, secretario de Hacienda
- César Benjamín Arboleda, en la Empresa de Obras Sanitarias.

Movimiento de Salvación Nacional (alvaristas): Víctor Isaac Valencia, secretario de Agricultura y Ganadería; Alba Lucy Espinoza, en Talleres Editoriales del Departamento.
Conservadores Ospinopastranistas: José Gabriel Silva Riviere, gerente de la Licorera; Fernando Ríos Ávila, jefe de Personal.

## Congresista de Colombia
En las elecciones legislativas de Colombia de 2006, García Valencia fue elegido senador de la república de Colombia con un total de 34.913 votos. Posteriormente en las elecciones legislativas de Colombia de 2010, García Valencia fue reelecto senador con un total de 52.285 votos.
En las elecciones legislativas de Colombia de 1998, García Valencia fue elegido miembro de la Cámara de Representantes de Colombia con un total de 51.876 votos. Luego en las elecciones legislativas de Colombia de 2002, García Valencia fue reelecto miembro de la Cámara con un total de 22.593 votos.
En 1994, poco antes de las elecciones parlamentarias sustituye a Iragorri como senador, y luego es elegido nuevamente Representante a la Cámara. Es reelecto en 1998 y 2002; en este periodo legislativo se enfrenta a su jefe político, debido al respaldo de éste al gobierno de Álvaro Uribe Vélez, por lo que en 2004 decide romper con él y enfrentársele en las siguientes elecciones. En 2006 obtiene un escaño como Senador por el liberalismo y supera a Iragorri, quien de todas formas es reelecto por el Partido de la U.[cita requerida]

### Iniciativas
El legado legislativo de Jesús Ignacio García Valencia se identificó por su participación en las siguientes iniciativas desde el congreso:

- Construir una política de Estado para las víctimas, sobre la base de la justicia, verdad y reparación (Retirado).[5]
- Autorizar al Banco de la República y a las instituciones científicas, universitarias o culturales de carácter público y de reconocida idoneidad en el manejo del patrimonio arqueológico (Archivado).[6]
- Regulación de los partidos y movimientos políticos (Archivado).[7]
- Expedir el ordenamiento jurídico que permita adoptar el régimen ético-disciplinario aplicable a los miembros del Congreso de la República, por el comportamiento indecoroso, irregular o inmoral (Aprobado).[8]
- Vigilancia de la gestión fiscal de la Auditoría General de la República será ejercida por la Cámara de Representantes, sin perjuicio de las competencias constitucionales y legales asignadas a otras entidades públicas (Archivado).[9]
- Establecer las bases jurídicas y el cuadro normativo para la organización y funcionamiento del Sistema Nacional de Inteligencia (Aprobado).[10]
- Expedir normas sobre acuerdos humanitarios (Archivado).[11]
- Medidas de protección a las víctimas de la violencia (Aprobado).[12]
- Regulación de conformación de sociedades patrimoniales y acceso a la seguridad social para parejas del mismo sexo (Archivado).[13]
- Declarar el 11 de octubre como el día nacional por la dignidad de las víctimas del genocidio contra la Unión Patriótica (Retirado).[14]

## Carrera política
Su trayectoria política se ha identificado por:

### Partidos políticos
A lo largo de su carrera ha representado los siguientes partidos:
| Partido político | Fecha Inicio        | Fecha Fin |
| Partido Liberal  | 20 de julio de 1998 |           |

### Cargos públicos
Entre los cargos públicos ocupados por Jesús Ignacio García Valencia, se identifican:
| Cargo público             | Partido político | Fecha Inicio        | Fecha Fin           |
| Senador de la República   | Partido Liberal  | 20 de julio de 2006 | 19 de julio de 2010 |
| Representante a la Cámara | Partido Liberal  | 20 de julio de 1986 | 20 de julio de 2006 |